# OzIris
OzIris is een omgekeerde achtbaan in het Franse attractiepark Parc Astérix.
OzIris werd gebouwd door de Zwitserse attractiebouwer Bolliger & Mabillard en is op 7 april 2012 geopend. De maximale baanhoogte bedraagt 35 meter en het parcours bevat vijf inversies. Naast een looping en een kurkentrekker, bevat de baan ook een Zero-g-roll, een immelmann en een dive loop.
De naam van deze achtbaan is afgeleid van de god Osiris uit de Egyptische mythologie. De achtbaan staat in het Egyptische themagebied van het park.
Afbeeldingen · Lijst van attracties